# Associação Atlética República
A Associação Atlética República, mais conhecido como República da Aclimação, é um clube de futebol brasileiro da cidade de São Paulo. Fundado em 24 de janeiro de 1914 no bairro da Aclimação, o clube foi filiado à Associação Paulista de Esportes Atléticos, tendo participado das divisões menores do Campeonato Paulista organizado pela liga. Com a profissionalização no futebol paulista na década de 1930, o República da Aclimação manteve suas atividades como equipe de futebol de várzea.

## Títulos
- Divisão Municipal da APEA: 1924[carece de fontes?]